# سلیشته (پروکوپیه)
سلیشته (به صربی: Selište) یک منطقهٔ مسکونی در صربستان است که در پروکوپلیه واقع شده‌است. سلیشته ۱۶ نفر جمعیت دارد.